# NGC 542
NGC 542 é uma galáxia espiral (Sb) localizada na direcção da constelação de Andromeda. Possui uma declinação de +34° 40' 34" e uma ascensão recta de 1 horas, 26 minutos e 30,9 segundos.
A galáxia NGC 542 foi descoberta em 16 de Outubro de 1855 por William Parsons.